# سان بنديتو دي مارسي
سان بنديتو دي مارسي (بالإيطالية: San Benedetto dei Marsi)‏ هي بلدية في مقاطعة لاكويلا في إقليم أبروتسو الإيطالي.

## السكان
في سنة 1861 بلغ عدد السكان 1٬426 نسمة، وتطور العدد ليصل في سنة 2011 لـ 3٬910 نسمة.
يظهر هذا المخطط البياني تطور النمو السكاني لـ سان بنديتو دي مارسي